# Roger Fauteux
Pour les articles homonymes, voir Fauteux.
Roger Fauteux, né à Montréal le 13 décembre 1923 et mort le 29 avril 2021 à Granby est un aquarelliste.

## Biographie
Il étudie à l'École du Meuble de Montréal rencontrant alors Paul-Émile Borduas. Il participe aux deux premières expositions du groupe automatiste à Montréal et à l'exposition « Automatiste » à la galerie du Luxembourg à Paris en 1947.
Pour des raisons familiales, il a cependant cessé de participer aux activités du groupe, occupé à gagner sa vie comme commerçant à Saint-Hyacinthe.
En 1993, il participe à l'exposition « Œuvres méconnues » à la galerie de l'UQAM.

## Le mouvement automatiste
Bien qu'il ait participé aux premières expositions du groupe des Automatistes, on peut s'interroger sur la pertinence de rattacher Roger Fauteux à ce mouvement. Du point de vue esthétique, ses œuvres figuratives - du moins dans les années 1940 et 50 - s'écartaient nettement de celles de ses confrères et consœurs, qui adhéraient déjà entièrement à l'abstraction avec un recours constant à une approche automatique non intentionnelle de la création. Ne partageant pas la pensée esthétique et morale de ces derniers, il refusa d'ailleurs de signer le manifeste de 1948, et s'écarta dès lors du groupe, allant jusqu'à abandonner toute pratique artistique, du moins publiquement, pendant nombre d'années.
Au vernissage de l'exposition, "Refus global" (1948) le manifeste du mouvement automatiste”’ au Centre culturel canadien à Paris en octobre 1998, le peintre Fernand Leduc s'éleva avec véhémence contre l'inclusion de Roger Fauteux dans l'exposition dans son discours inaugural. Il y reçut l'appui inconditionnel de son confrère, le peintre et sculpteur Marcel Barbeau, et de son épouse, la poétesse Thérèse Leduc, qui étaient également présents comme signataires du manifeste et qui, à ce titre, participèrent au colloque organisé parallèlement dans les jours qui suivirent. Jusqu'à l'exposition organisée l'année précédente par le Musée d'art du Mont Saint-Hilaire, Roger Fauteux avait toujours été exclu des expositions historiques portant sur le mouvement automatiste, y compris la grande exposition de 1971, organisée conjointement par les Galeries Nationales du Grand Palais à Paris et le Musée d'art contemporain de Montréal. Il n'est d'ailleurs pas représenté dans la série de timbres consacrés aux peintres signataires du manifeste automatiste par Poste Canada, le service canadien des postes, en 1998 à l'occasion du Cinquantenaire du mouvement.